# Thomas Anthony Dooley III
Pour la chanson, voir Tom Dooley
Thomas Anthony Dooley III (17 janvier 1927 – 18 janvier 1961) est un médecin américain devenu célèbre pour ses activités humanitaires et son activisme politique anti-communiste en Asie du Sud-Est et aux États-Unis, d'abord en tant que médecin dans la marine américaine, puis de "jungle doctor". Il est l’auteur de trois livres populaires décrivant ses activités au Viêt Nam et au Laos : Deliver Us from Evil, The Edge of Tomorrow et The Night They Burned the Mountain. Après sa mort précoce, des suites d'un cancer, Dooley fut mentionné par un sondage Gallup comme la troisième personne la plus estimée des Américains, après l’ancien Président Dwight D. Eisenhower et le Pape. Il est depuis lors tombé de la « sainteté célèbre » à l’obscurité.

## Jeunesse
Thomas Antony Dooley est né à Saint-Louis (Missouri) de parents catholiques dorigine irlandaise. Il suit les cours de l’église catholique St. Roch et de St. Louis University High School où il est le condisciple de Michael Harrington. En 1944 il s’inscrit à l’université Notre-Dame-du-Lac et s’engage dans le programme d’entraînement de l’US Navy, qui l’emploie dans un hôpital naval à New York. En 1946 il retourne à Notre-Dame qu’il quitte sans obtenir de diplôme. En 1948 il entre à l’école de médecine de l’université de St. Louis. Ill est diplômé en 1953, mais pour éviter de redoubler sa dernière année de médecine, doit s'engager à ne pas exercer aux USA; il se réengage alors dans la marine. Il complète sa résidence à Camp Pendleton en Californie et ensuite à Yokosuka au Japon. En 1954, il est enrôlé à bord de l’USS Montague (en) qui voyage vers le Vietnam pour transporter des réfugiés du Nord-Vietman, tenu par les communistes, vers le Sud-Vietnam non communiste (opération Passage to Freedom).

## "Jungle doctor", auteur charismatique et agent de renseignement
Sa connaissance du français (il avait effectué un séjour à Paris durant ses études) lui vaut d'être affecté à terre à Haïphong en 1954 pour aider à la gestion des camps de réfugiés, en plus de son travail médical au "Camp de la pagode" comme il le nomme. il y aurait attiré l’attention du lieutenant-colonel Edward G. Lansdale, chef du bureau de la C.I.A. à Saïgon, qui l'encourage à écrire au sujet de ses expériences dans les camps de réfugiés, pour servir de propagande anti-communiste et favoriser l'action du "Vietnam lobby" américain. William Lederer, alors attaché de presse de la Navy, et lui aussi rattaché à la CIA., l'aidera à éditer son livre en y amplifiant les maltraitances nord-communiste. Ces liens avec la CIA ne seront révélés au public américain que progressivement après le décès de Dooley, en particulier lors d'une enquête en vue d’une possible canonisation, le père Maynard Kegler reçut en vertu du Freedom of Information Act environ 500 documents de la CIA établissant que Dooley avait informé l'agence des sentiment des villageois et des mouvements de troupe autour de ses hôpitaux au Laos à la fin des années 1950. Kegler en conclut que Dooley était un informateur de la CIA, mais pas un espion.
En 1956 est publié le livre Deliver Us from Evil qui devient un best-seller, faisant de Dooley une icône des activités humanitaires américaines à l’étranger. Selon le journaliste Randy Shilts, Dooley était en tournée promotionnelle pour cet ouvrage lorsque fut instruite à sa charge une enquête pour activités homosexuelles qui le força à démissionner de la marine en 1956.
Après avoir quitté la marine, Dooley part pour le Laos pour y établir des cliniques et des hôpitaux sous l’égide du International Rescue Committee. Il explique au ministre laotien de la santé qu’il souhaite travailler dans une région située près de la frontière chinoise parce qu'« on y trouve des personnes malades et aussi des personnes qui ont été inondées de puissants flots de propagande anti-occidentale en provenance de la Chine rouge ». Doué d'une extraordinaire énergie, capable de convaincre ses auditoires, et soutenu par le "Vietnam lobby" souhaitant l'intervention américaine au Vietnam pour y développer des activités économiques, Dooley contribue à la fondation de MEDICO (la Medical International Cooperation Organization) sous les auspices de laquelle il installe des dispensaires à Vang Vieng, Louang Namtha, Muang Sing. Durant cette période, il rédige deux livres, The Edge of Tomorrow et The Night They Burned the Mountain, qui relatent son expérience au Laos, notamment des descriptions d' atrocités attribuées aux combattants communistes, certaines réelles, d'autres ajoutées à fins de propagande. La couverture de The Edge of Tomorrow explique que Dooley voyagea vers une partie retirée du monde pour combattre les deux malédictions qui l’affligeaient : la maladie et le communisme. Excellent orateur, charismatique, il recueille des fonds lors de tournées aux USA et envoie aussi à sa ville de St Louis des enregistrements sur bandes magnétiques relatant son travail et sa "croisade" contre le mal. Il devient extrêmement populaire et admiré aux USA où on le surnomme le "Docteur de la jungle". Il est proche du cardinal Speelman, fervent défenseur de l'intervention américaine au Vietnam contre le communisme. Cependant certaines de ses relations en Asie considèrent Dooley non pas comme mu par la compassion qu'il prône dans ses ouvrages, mais comme un égocentrique peu impliqué dans les structures médicales qu'il ouvre puis se détériorent pendant qu'il se livre à son autopromotion.

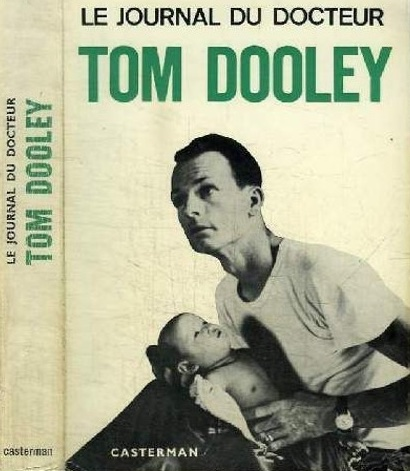
Édition française des trois livres de Tom Dooley, repris sous le nom de "Journal", en 1964 par Casterman. Traduction Franz Weyergans.

Si la chanson "Tom Dooley" du Kingston Trio, qui était extrêmement populaire sur les campus américains après sa sortie en 1958, n'a aucun rapport avec lui, il explique que si d'abord elle l'irrita ("Hang down your head, Tom Dooley, poor boy, you're bound to die"), il sut ensuite en tirer profit quand il comprit que sa popularité pouvait l'aider dans sa recherche de fonds pour Medico.
En 1959, Dooley doit rentrer aux États-Unis en vue d’y subir une opération contre le mélanome qu'un collègue lui a détecté lors d'une visite de travail à Muang Sing. Il retourne au Laos, ouvre un nouveau dispensaire à Houei Sai, inspecte les autres projets de Medico, au Laos et dans des pays voisins, grâce à l'avion que lui a fourni cette association. En 1960 ses ouvrages sont réunis en un seul volume intitulés Dr. Tom Dooley’s Three Great Books. Le cancer se généralise et il doit à nouveau rentrer aux USA où il meurt début 1961 à l'âge de 34 ans.Il reste un catholique pratiquant jusqu’au jour de sa mort. Il est inhumé au Calavary Cemetery de St. Louis.

## Influence et postérité
En parlant de Dooley, le journaliste Nicholas von Hoffman (en) déclara en 1969 qu’il avait contribué à créer « le climat d’incompréhension qui avait rendu possible la Guerre du Viêt Nam ». Il avait décrit les problèmes complexes du Sud-Est asiatique comme un simple conflit entre le bien et le mal, et sciemment exagéré voire inventé dans ses ouvrages et conférences des sévices infligés aux catholiques par le Nord Vietnam. La désillusion ressentie par le peuple américain au sujet de la guerre du Vietnam fit que l’anticommunisme moraliste de Dooley passa rapidement de mode. Cependant sa brève carrière charismatique, sa grande compassion supposée, et ses ouvrages, traduits en plusieurs langues où il décrit son action humanitaire au Laos, ont été déterminants dans l'engagement dans les études médicales de nombreux jeunes souhaitant se tourner vers l'humanitaire. Ses méthodes actives de recherches de fonds auprès du public et des entreprises, pharmaceutiques ou non, sont actuellement utilisées par les grandes associations humanitaires qui ont vu le jour dans les années 1970.
Après son décès, John F. Kennedy fit état de l’exemple donné par Dooley au moment de créer le Corps de la Paix. Dooley se vit aussi décerner à titre posthume la Médaille d'or du Congrès. Une enquête en vue d'une canonisation est instaurée puis stoppée en raison de certaines faces obscures du personnage,.
CARE incorpore MEDICO en 1962, qui ne survit pas financièrement au décès de Dooley. L’œuvre de Dooley se poursuit au travers du travail de la fondation Dooley Intermed International, dirigée par un de ses anciens collègues, le Dr. Verne Chaney. Une autre association, H.A.L.O (Helping And Loving Orphans) fut fondée par Betty Tindsale, qui rencontra Dooley et fut inspirée par son œuvre. Peu avant la chute du Sud Vietnam elle organisa l’évacuation et l’adoption de 219 orphelins vietnamiens par des ménages américains;  l'association intervint également auprès d'orphelins et d'enfants en détresse au Mexique, en Indonésie et en Afghanistan.
Dooley est commémoré à la Grotte de Notre Dame à l’université Notre Dame, au travers d’une statue et d'une copie gravée d’une lettre qu’il adressa à Theodore Hesburgh, président de l’université de 1952 à 1987.

## Publications
- (en) Dooley, Thomas A., Deliver Us from Evil: The Story of Vietnam’s Flight to Freedom (New York : Farrar, Straus and Cudahy, 1956)
- (en) Dooley, Thomas A., The Edge of Tomorrow (New York, N.Y. : New American Library, 1958)  (ISBN 0-374-14648-9)
- (en) Dooley, Thomas A., The Night They Burned the Mountain (New York : Farrar, Straus & Cudahy, 1960)  (ISBN 0-374-22212-6)